# Andy Carter
Andrew William „Andy” Carter (ur. 29 stycznia 1949 w Exeter) – brytyjski lekkoatleta, średniodystansowiec, medalista mistrzostw Europy.
Specjalizował się w biegu na 800 metrów. Wystąpił w tej konkurencji na mistrzostwach Europy w 1969 w Atenach, gdzie odpadł w półfinale.
Zdobył brązowy medal na tym dystansie podczas mistrzostw Europy w 1971 w Helsinkach. Na igrzyskach olimpijskich w 1972 w Monachium zajął 6. miejsce w finale biegu na 800 metrów.
Był mistrzem Wielkiej Brytanii (AAA) w biegu na 800 m w 1970, 1972 i 1973 oraz wicemistrzem w 1974.
Trzykrotnie poprawiał rekord Wielkiej Brytanii na 800 metrów do wyniku 1:45,12 osiągniętego 14 lipca 1973 w Londynie.